# ماريوس دوبوس
ماريوس دوبوس (بالرومانية: Marius Doboș)‏ هو لاعب كرة قدم روماني في مركز الوسط، ولد في 29 ديسمبر 1980 في باكاو في رومانيا. لعب مع نادي فاسلوي.